# Hay Kay
Hay Kay foi uma banda de hard rock brasileira, formada no Rio de Janeiro e que ficou em atividade de 1992 a 1995.
A banda ficou conhecida por ter sido a primeira banda do músico Vinny (à época creditado como "Viny" Bonotto). Além dele, a banda era formada pelos músicos Marcelo Sussekind (Guitarras), Roberto Lly (Baixo) - ex-integrantes do Herva Doce - Marco Strada (Bateria) e Cláudio Maza (Teclados)

## Álbum
| Críticas profissionais     | Críticas profissionais |
| Avaliações da crítica      | Avaliações da crítica  |
| Fonte                      | Avaliação              |
| -------------------------- | ---------------------- |
| Jornal Tribuna da Imprensa | [ 1 ]                  |

Em 1992 lançaram seu único álbum, auto-intitulado e pelo selo BMG/Ariola.
Deste álbum, a faixa "Segredos" fez parte da trilha-sonora nacional da novela Vamp, em 1991, como tema do personagem Ivan. Em 1992 a faixa "Teu Olhar" também fez parte da trilha sonora da novela De Corpo e Alma, como tema do personagem Tavinho, interpretado por Hugo Gross.

### Faixas
1. "O Herói" - 3:15
2. "Mais Uma Vez" - 4:08
3. "Vôo Veloz" - 3:42
4. "Pra Que Chorar" - 4:09
5. "Tão Normal" - 4:25
6. "Hey Man" - 3:42
7. "Teu Olhar" - 4:51
8. "Eu Prefiro Ficar Só" - 3:44
9. "Te Quero Mais" - 3:44
10. "Shock em Nós" - 3:29
11. "Segredos" - 3:46

## Músicos
- Viny Bonotto - vocais e guitarras
- Marcelo Sussekind - guitarras e vocais
- Claudio Maza - teclados, piano e vocais
- Roberto Lly - baixo
- Marco Strada - bateria